# Tornatrás
Tornatrás è un romanzo per ragazzi scritto da Bianca Pitzorno, ambientato in Italia presumibilmente intorno al 2000.

## Trama
Colomba Toscani vive a Genova con sua madre Evelina e suo fratello Leo da due anni, trasferiti lì a causa del lavoro del padre Alvaro, violinista su una nave da crociera, l'Ercules. Durante un viaggio la nave però affonda, portando alla morte molte persone tra cui Alvaro: dopo la tragedia Evelina comincia a soffrire di depressione e a passare tutto il giorno davanti al televisore a guardare Riccardo Riccardi (il suo presentatore Tv preferito), lasciando a Colomba tutti i lavori di casa. Le condizioni economiche dei tre peggiorano finché i Toscani finiscono per avere appena il necessario per vivere.
All'inizio del libro, quando Mitì, la zia di Colomba, arriva a Genova, ha però con sé una meravigliosa notizia: l'appena deceduto Conte Rainoldi, uno dei superstiti al naufragio dell'Ercules e amico di Alvaro, ha lasciato in eredità ad Evelina e ai figli una discreta somma e un condominio di otto appartamenti, di cui sette in affitto. La famiglia Toscani si trasferisce così nel centro di Milano in uno degli appartamenti che hanno ereditato. Poco prima del trasloco la famiglia Toscani riceve una lettera da un'azienda chiamata PREDIM (PREstigiose DIMore) che chiede loro di vendere la loro quota di casa a Milano, ma zia Mitì strappa la lettera e la butta via con disprezzo.
All'arrivo a Milano, la famiglia Toscani scopre subito che gli abitanti del condominio ottenuto sono molte famiglie di diversa etnia e ne sono molto felici; inoltre, Colomba conosce Pulcherrima Petrarca (soprannominata Pulce perché è molto bassa), che diventa la sua migliore amica; la ragazzina, orfana, vive con il nonno Victor Ugo Petrarca, un artista e uno dei maggiori proprietari dell'Ostinata Dimora (così gli inquilini chiamano la casa). Tutti e otto i piani dell'Ostinata Dimora sono dei Toscani o dei Petrarca, tranne il terzo piano, occupato da un ufficio vendite della PREDIM, che ha come obiettivo quello di trasformare il centro storico di Milano in una serie di palazzine abitate solo da persone ricche bianche dell'Italia settentrionale. Inoltre, Pulce regala a Leo Cerotto, una gatta molto affettuosa con un odorato finissimo. 
Frattanto, Colomba ritorna a scuola, a Milano, e la scopre frequentata da numerosi bambini ricchi smorfiosi, razzisti, che non accettano assolutamente le note, i brutti voti e che minacciano gli insegnanti dicendo che i loro padri li faranno licenziare. Hanno ribattezzato gli abitanti dell'Ostinata Dimora "Mostri Selvaggi" in sprezzo alle loro etnie (una famiglia haitiana, una cinese, una indiana, una senegalese, ma anche una napoletana e quindi "terrona" ai loro occhi, più gli altri condòmini che non ammettono il razzismo), e in risposta gli abitanti dell'Ostinata Dimora soprannominano questi presuntuosi "Jakuzzi".
Successivamente, la mamma di Colomba viene selezionata per partecipare a un programma televisivo in cui le concorrenti passeranno un mese nella beauty farm "La Botticelliana" per migliorare il loro aspetto. Nello studio del programma TV, Evelina incontra Riccardo Riccardi che dapprima punta solo ai soldi dei Toscani, ma poi si innamora di lei. Più tardi la donna viene invitata ad un programma su Rete Amica (il canale TV di Riccardo Riccardi), dove il suo beniamino le chiede di sposarlo, e accetta sconfortando Colomba. Il giorno delle nozze Colomba Riccardo è accompagnato da due uomini: il primo è Valerio Carrada, un famosissimo uomo politico che incita all'odio verso gli stranieri, mentre l'altro è Lurcanio Sollustri, un grande aiuto per Riccardi nell'amministrazione della PREDIM, il che inorridisce la ragazzina ma lascia la madre indifferente. Dopo il viaggio di nozze, Riccardo Riccardi annuncia alla sua famiglia che si trasferiranno al terzo piano, che da ufficio della PREDIM è diventato un nuovo e lussuosissimo appartamento per la famiglia Riccardi. Inoltre Riccardo assume un maggiordomo e una cameriera, prepotenti quanto Riccardi, cosa che fa sentire Colomba ancora meno a suo agio: a lei Riccardo Riccardi non ha mai ispirato nulla di buono, già per il suo programma in cui coppie separate apparentemente si riuniscono, e ora ancor più sapendo che Riccardi sostiene le politiche di Carrada.
Una notte in cui non riesce a prendere sonno, Colomba vede la spia del telefono fisso che lampeggia: qualcuno sta telefonando. Dagli uffici della PREDIM il loro appartamento ha ereditato ben cinque telefoni e quello della camera di Colomba è collegato a quello nello studio di Riccardi. Colomba pensa di farne un'occasione per spiare le mosse del suo patrigno, ed effettivamente sente la voce di Carrada che chiede come va con lo studio legale e Riccardi risponde che non riesce a sfrattare gli abitanti dell'Ostinata Dimora. Carrada aggiunge che forse non valeva la pena di sposare Evelina, ma Riccardi ribatte dicendo che a lui è sempre piaciuta moltissimo, nonché che ha ricevuto la busta dei test di gravidanza di Evelina e ha scoperto che lei aspetta un bambino e che partorirà meno di un mese prima "di quello che sai" (così dice Riccardi a Carrada). Il giorno dopo, Colomba racconta della telefonata a Pulce e lei risponde che sapeva già che Evelina era incinta (la sua gravidanza era già nota nell'Ostinata Dimora). Qualche tempo dopo, Evelina annuncia ai bambini che inizierà a presentare un programma su Rete Amica che durerà tutto il pomeriggio, ma conterrà rubriche, filmati e tanta pubblicità e che poi in inverno potrà avere una trasmissione tutta sua. Colomba allora sbotta dicendo che i suoi figli sapranno del fratellino solo quando verrà dato il grande annuncio a tutta l'Italia. Evelina impone ai figli di non parlarne in giro finché Riccardo non darà loro il permesso.
Poco dopo, iniziano le vacanze estive e Pulce va in vacanza a Manchester. Intanto, Riccardo Riccardi proibisce a Colomba e Leo di frequentare i loro amici dell'Ostinata Dimora, perciò dovunque vadano i due domestici li seguiranno. All'inizio era stato programmato un mese di vacanza in Sardegna, ma Tamara Casè, la consulente d'immagine di Evelina le ha consigliato di fare un mese di riposo, perciò Riccardo Riccardi manda i suoi figliastri in un centro vacanze in Svizzera. Al ritorno a Milano, Colomba scopre dagli altri Mostri Selvaggi che Valerio Carrada ha iniziato un programma di denunce agli extracomunitari, "Difendiamoci", e che Evelina ha iniziato a condurre un programma tutto suo intitolato "La dolce Attesa" che è dedicato alle donne incinte e che ha un altissimo indice di gradimento. In una puntata di "Difendiamoci" dedicata all'Ostinata Dimora, Riccardo Riccardi ha annunciato al pubblico che Evelina aspetta un bambino e che lui si candida a Capitano Generale.
La sera del 24 dicembre, Evelina va ad un programma TV, mentre Riccardo è alla cena elettorale con Tamara Casè, così Colomba e Leo devono stare a casa a cenare con i camerieri. Ma Colomba ha un piano: ha organizzato una grande festa con tutti i condomini dell'Ostinata Dimora. Ad un certo punto, il signor Risotto (uno degli abitanti dell'Ostinata Dimora) dice ai camerieri che il fango sta riempiendo le cantine, così loro si affrettano a raggiungerle (i domestici nelle cantine hanno nascosto parecchi beni che volevano sottrarre a Riccardi): Colomba, Leo e gli altri raggiungono i coinquilini. Alle dieci, Victor Ugo chiede di accendere la TV perché sarebbe stato presto trasmesso il programma di Evelina. Qualche minuto dopo l'inizio del programma, Evelina comincia ad avere mal di pancia e la presentatrice capisce che sono doglie, così decide si chiama che la porta nella clinica Villa Radiosa (di proprietà di Valerio Carrada) dove Evelina è in cura dal ginecologo Lulli. Inizia a scorrere su tutti i canali una scritta che informa che Evelina è ricoverata a Villa Radiosa, che sta bene e che il parto non è previsto prima delle due del giorno dopo.  Nel mentre, Tamara Casè chiama a casa di Colomba per chiedere alla cameriera di prendere i vestiti per Evelina, Riccardo e i figli perché devono fare dei manifesti natalizi per la campagna elettorale con il neonato al centro del loro gruppo. Ad un certo punto, però, compare un presentatore che annuncia che il figlio di Evelina e Riccardo, Gianriccardo, è morto a causa di una malformazione.
Colomba e Leo corrono in clinica assieme a zia Dinuccia e dopo tanta confusione riescono a entrarvi: Evelina dice loro che non le hanno fatto vedere il bambino, che Riccardo la odia e che vuole tornare a casa a Genova, così decidono di rimanere con lei all'ospedale. Alle dimissioni di Evelina dall'ospedale, si celebrano in diretta TV i funerali di Gianriccardo, e la piccola bara bianca con la ghirlanda di fiori viene trasportata da Riccardi e Carrada che piangono lacrime calde assieme a tutta l'Italia.
In un'altra notte insonne, Colomba si accorge che il patrigno sta chiamando qualcuno, così decide di origliare. È di nuovo Carrada che proibisce a Riccardo di divorziare da Evelina perché il loro partito sostiene i valori della famiglia tradizionale, ma Riccardi insiste di non riuscire a recitare la parte del marito felice e innamorato perché crede che Evelina l'abbia tradito. Carrada ribatte dicendo che è meglio non far sapere che creatura ha partorito Evelina, ma per parlare di tradimento è necessario l'esame del DNA, e aggiunge che forse era un caso di tongatasi, o almeno così crede di sentire Colomba. La morte del piccolo Riccardi intanto ha già fomentato l'odio degli "Jakuzzi" verso gli abitanti dell'Ostinata Dimora, accusandoli di aver trasmesso a Evelina qualche malattia tropicale. Il giorno dopo, la ragazzina racconta tutto a Pulce, ma non trovano alcuna informazione sulla tongatasi.
In seguito, la gatta di casa Cerotto torna all'Ostinata Dimora con una scarpetta da neonato tutta sporca. Cerotto inizia a seguire qualcosa (forse un odore), così Colomba e Pulce la seguono fino alla casa delle "Suore Missionarie Melchidiane" ed entra. Vi trova, intorno a una culla, le suore che spiegano di tenervi una povera trovatella, scoperta la notte di Natale abbandonata vicino ai cassonetti nella spazzatura di un posto di lusso. Inoltre una suora le ha confezionato un paio di scarpine, grazie alle quali Cerotto ha condotto fin lì Colomba e Pulce. La bambina è nera, e quindi Colomba, pur riconoscendo i vestiti destinati al fratellastrino che ella porta, non può ammettere che sia il presunto morto "Gianriccardo".
L'anziana madre superiora, vedendo Colomba in faccia, la riconosce come la figlia di Evelina: Evelina o meglio Maèva è nipote di una donna nigeriana, avuta in seguito ad un'"avventura" con un uomo bianco. La madre era nata di colore scuro, ma Evelina era un caso di tornatràs, come nei Paesi ispanici il fenomeno è chiamato con riferimento ai bambini bianchi che nascono in famiglie di creoli o mulatti, e aveva quindi la pelle bianca a causa del nonno materno. Per evitare scandali o pregiudizi verso la madre era stata portata in Italia da questa suora. Hena e Kituxy, rispettivamente la nonna e la mamma di Evelina, erano state travolte da un’alluvione in quel villaggio. Le suore avevano riconosciuto la parentela grazie alla voglia a forma di uccello in volo che avevano Colomba e Natalia, come è stata soprannominata la trovatella. A casa, Colomba e Pulce avvisano anche Evelina del fatto che sua figlia è stata adottata dalle suore e che Evelina stessa è stata adottata senza saperlo. A pranzo da Victor Ugo, Colomba scopre che anche Pulce e Victor Ugo hanno la voglia a forma di uccello e Victor Ugo rivela di essere il padre di Kituxy. Quindi l'uomo e Hena sono i nonni materni di Maèva/Evelina, e bisnonni di Colomba, Leonardo e Natalia; Pulce invece è figlia di un figlio che Victor ha avuto da un altro matrimonio, perché Victor doveva proseguire gli studi in italia e non sapeva che Hena fosse incinta, e più tardi, già sposato, aveva dato Hena per morta nell'alluvione. Natalia è proprio "Gianriccardo" che Riccardi o forse Carrada avevano deciso di spacciare per morta, inorriditi dall'essere la bambina di colore.
Pulce e Colomba hanno l'idea di mostrare Natalia in televisione, screditando Riccardi: Evelina, scandalizzata dal fatto che Riccardo abbia ripudiato così la figlia, lascia il marito. Questo rimane dell'idea che la moglie l'abbia tradito con un africano, ma il test del DNA conferma la paternità: perché nasca un bambino nero in una famiglia di bianchi è necessario che entrambi i genitori siano portatori di dei geni che causano il colore nero della pelle, e quindi Riccardi stesso evidentemente ha degli antenati neri nonostante la pelle bianca (quindi marito e moglie sono dei mosaici per il colore della pelle, a livello delle gonadi). Riccardi, alla luce di questo, ma anche come un uomo che pur supportando i valori della famiglia aveva provato a liberarsi senza scrupoli della figlia nera, perde i voti necessari ad avere la carica di Capitano Generale, e la sua rete televisiva è chiusa. Carrada, che sperava di fare leva sulla morte del figlio di Riccardi per rafforzare la propria campagna, va in carcere.
Successivamente, in televisione sono invitati cinque reduci di una nuova isola provvisoria, apparsa già a Natale, ma questi, giunti a Milano, danno buca ai presentatori, dicendo che avevano cose più importanti da fare. Qualche minuto dopo, suonano alla porta. Pulce va ad aprire e sviene: i reduci sono i suoi genitori Giovanni e Antonia, che ella pensava fossero morti da anni; gli altri 3 sono nientemeno che Alvaro, andato a Genova per tornare dalla sua famiglia, più Hena e Kituxy che erano andate a cercare le suore a cui avevano lasciato Evelina. Alla fine, dopo la sorpresa iniziale, anche Alvaro si trasferisce nell’Ostinata Dimora; Victor Ugo sposa Hena, e Kituxy, che è rimasta vedova precocemente, sposa il segretario del padre.

## Riferimenti politici
Il libro è uscito poco prima delle elezioni politiche del 2001, che si prevedeva sarebbero state vinte da Silvio Berlusconi e nella narrazione ci sono molti elementi di critica abbastanza esplicita verso alcune correnti politiche molto diffuse sulla scena italiana.
Il principale antagonista del libro, ad esempio, è un uomo d'affari maniaco dell'immagine esteriore, che ha fatto fortuna con le speculazioni edilizie e che ha consolidato il suo potere sull'opinione pubblica grazie ad un importante network televisivo che gli appartiene. Nel romanzo la televisione ospita pochissimi canali, tutti privati e spesso strumentalizzati.
Forte della sua posizione, questo personaggio si candida alla carica di "Capitano Generale" (nel libro si capisce che questo ruolo equivale a quello di Presidente del Consiglio), proponendo un programma elettorale populista e estremamente nazionalista, obiettivo dichiarato del quale è separare in modo marcato le classi sociali (ad esempio impedendo ai bambini poveri di accedere alle scuole dei ricchi, anche se pubbliche).

Alleato di questo personaggio è un giornalista che promuove apertamente la discriminazione razziale diffondendo la paura verso l'estraneo, lo straniero, il "diverso" e alimentando il sospetto verso gli extracomunitari.

Notando questi elementi i lettori hanno quindi riconosciuto nel libro una chiara critica verso le figure di Berlusconi e dei suoi alleati (specialmente la Lega Nord).

## Citazioni
In un episodio di razzismo, dei bambini "Jakuzzi" verniciano i vicini senegalesi dei Toscani di bianco, con un prodotto irritante; le famiglie protestano, ma una maestra della scuola sminuisce l'atto come uno scherzetto innocente: la donna porta il nome di Argia Sforza, come la dispotica e parziale maestra antagonista di Ascolta il mio cuore opera della stessa Pitzorno. Pulce e Colomba, inoltre, conoscendosi, scoprono la passione per i medesimi libri, fra cui Ascolta il mio cuore e Diana, Cupido e il Commendatore suo seguito.

## Edizioni
- Bianca Pitzorno, Tornatrás, collana Contemporanea, Arnoldo Mondadori Editore, 2000,  pp. 367, cap. 75, ISBN 88-04-51501-5.